# Extensible Resource Identifier
XRI (eXtensible Resource Identifier) es un nuevo sistema de identificación en Internet, diseñado específicamente para identidades digitales de dominio cruzado. Los XRIs son de dos formas i-nombres e i-números que son habitualmente registrados simultáneamente como equivalentes.
Los i-nombres son reasignables (parecidos a nombres de dominio), mientras que los i-números nunca son reasignados. Cuando un i-nombre XRI es usado como un identificador OpenID, este es resuelto inmediatamente por el i-número equivalente (el elemento CanonicalID de un documento XRDS). Este i-número es el identificador OpenID almacenado por la parte confidente. De esta manera el usuario y la parte confidente están protegidos contra los cambios de identidad que podrían suceder con una URL basada en un nombre DNS reasignable.